# موران-سولنیر ام‌اس.۱۳۸
موران-سولنیر ام‌اس. ۱۳۸ (به انگلیسی: Morane-Saulnier_MS.138) یک هواگرد ملخ‌پیشین تک‌موتوره از نوع نظامی آموزشی ساخت شرکت Morane-Saulnier است. هواگرد موران-سولنیر ام‌اس. ۱۳۸ نخستین پروازش را در ۱۹۲۷ میلادی انجام داد. در مجموع، تعداد ۱۷۸ فروند از این هواگرد ساخته شده‌است.